# Jezero Izero
Jezero Izero je jezero pri naselju Gabrje v bližini Novega Mesta. 
Ohranjena legenda pravi, da je ob njem majhna deklica pasla vole. Ko se je z voli odpravila do jezera, da bi ti pili, so vsi padli v vodo. Čez nekaj časa je reka v bližini naplavila njene lase in jarme od volov. Domačini verjamejo, da bo čez nekaj časa jezero poplavilo naselje Gabrje in okolico.